# Bezkrevní chirurgie
Bezkrevní chirurgický zákrok je neinvazivní chirurgická metoda vyvinutá počátkem 20. století ortopedem, Adolfem Lorenzem , který byl znám jako „nekrvavý chirurg z Vídně“. Jeho lékařská praxe byla důsledkem jeho závažné alergie na karbolovou kyselinu běžně používanou v operačních sálech. Jeho stav ho přinutil stát se tzv. „suchým chirurgem“ a léčit pacienty bez řezání do kůže nebo tkáně. Roku 1912 přispěl k tomu, že ortopedie se stala samostatným medicínským oborem.
Současné použití termínu se týká jak invazivních, tak neinvazivních lékařských technik a pravidel. Výraz neznamená operaci, při které se nepoužívá krev nebo krevní transfúze. Spíše se jedná o operaci provedenou bez transfúze alogenní (cizí) krve. Zájem o bezkrevní chirurgii vznikl z několika důvodů. Svědkové Jehovovi odmítají transfuzi krve a to i autotransfuzi z náboženských důvodů; jiní mohou mít obavy z nemocí přenášených krví, jako je hepatitida a AIDS, případně také i z hemolytické reakce či záměny krevní skupiny, což by mohlo vést k imunologické reakci a následně možné smrti.

## Historie
Během časných šedesátých let americký kardiochirurg Denton Cooley úspěšně provedl četné operace bez krve u pacientů - svědků Jehovových. O patnáct let později on a jeho spolupracovník publikovali zprávu o více než 500 srdečních operacích v této populaci, dokumentující, že srdeční chirurgii lze bezpečně provést bez krevní transfúze.
Ron Lapin (1941–1995) byl americký chirurg, který se začal zajímat o bezkrevní chirurgii v polovině 70. let. Byl také známý jako „nekrvavý chirurg“, protože byl ochoten provádět operace u těžce anemických pacientů svědků Jehovových bez použití krevních transfuzí.
Patricia A. Ford (* 1955) byla první chiruržkou, která provedla transplantaci kostní dřeně bez krve.
V roce 1998 profesor James Isbister, hematolog z Austrálie, nejprve navrhl posun paradigmatu zpět k zaměření na pacienta. V roce 2005 napsal článek v časopise „Updates in Blood Conservation and Transfusion alternatives“. V tomto článku vytvořil pojem „léčba krve pacienta“ a poznamenal, že zaměření by se mělo změnit z produktu na pacienta.
Za zmínku stojí i vysoce uznávaný český kardiochirurg a někdejší přednosta Kardiocentra IKEMu MUDr. Jan Pirk (* 1942), který operuje bez použití krevní transfuze a v článku v Lidových novinách přiznává, že díky Svědkům Jehovovým doznala kardiochirurgie značného pokroku. Na těchto pacientech se v praxi totiž zjistilo, co všechno se dá na srdci dělat bez použití cizí krve a jaké naředění krve pacient ještě snese. V současnosti se tak v pražském IKEMu provádí více než 40% operací zcela bez transfúze.

## Principy
Bylo publikováno několik principů bezkrevní chirurgie. Předoperační techniky, jako je erytropoetin (EPO) nebo podávání železa jsou navrženy tak, aby stimulovaly pacientovu vlastní krvetvorbu.
V chirurgii je kontrola krvácení dosažena pomocí laserových nebo ultrazvukových skalpelů, minimálně invazivních chirurgických technik, elektrochirurgie a elektrokauterizace, anestézie s nízkým centrálním venózním tlakem (pro vybrané případy) nebo ligace tzn. sešívání krevních cév.  Jiné metody zahrnují použití krevních náhrad, které v současné době nenesou kyslík, ale rozšiřují objem krve, aby se zabránilo šoku. Krevní náhražky, které přenášejí kyslík, jako je například PolyHeme, jsou také ve vývoji. Mnoho lékařů považuje akutní normovolemické hemodiluce, formu ukládání vlastní krve pacienta za pilíř „bezkrevní chirurgie“, ale tato technika není pro pacienty, kteří odmítají autologní krevní transfúze alternativou.
Intraoperativní záchrana krve je technika, která recykluje a čistí krev z pacienta během operace a přesměruje ji zpět do těla pacienta.
Chirurgové se po operaci snaží minimalizovat další ztráty krve pokračováním v podávání léčiv pro zvýšení hmotnosti krevních buněk a minimalizováním počtu odebírání krve a množství odebrané krve pro testování, například použitím dětských krevních zkumavek pro dospělé pacienty. HBOC jako Polyheme a Hemepure byly přerušeny kvůli závažným nežádoucím účinkům včetně smrti. Jihoafrická republika byla jedinou zemí, kde byla legálně povolena jako standardní léčba, ale v současnosti se již nepoužívá.

## Výhody
Léčení bez krve oslovuje mnoho lékařů, protože ve srovnání s postupy vyžadujícími krevní transfúzi přináší nízké riziko pooperační infekce. Dárcovská krev může potlačit imunitní systém příjemce nebo může vyvolat nadměrné imunitní reakce díky odpadním produktům, které buňky vylučují. V některých zemích může být navíc i ekonomicky výhodný. Například cena krve v USA se pohybuje kolem 500 USD za jednotku, včetně testování. Naproti tomu nemocnicím mohou být propláceny léky, které zvyšují počet červených krvinek u pacienta, což je léčebný přístup, který se často používá před a po operaci, aby se snížila potřeba krevní transfúze. Nicméně, tyto platby jsou vysoce závislé na jednání s pojišťovnami.
Zdravotní rizika se jeví jako další faktor, který přispívá k jeho využitelnosti, zejména ve světle nedávných studií, které naznačují, že krevní transfuze mohou zvýšit riziko komplikací a snížit míru přežití. Míra zotavení je tedy rychlejší při operaci bez krve, což umožňuje pacientovi odejít dříve. Posun od standardní transfuzní praxe k léčbě krve pacientů na celém světě nabývá na síle. Organizace, jako je Mezinárodní nadace pro správu krve pacientů, jsou v popředí tohoto posunu spolu s mnoha dalšími.